# ساوت بنک تاور
ساوت بنک تاور (انگلیسی: South Bank Tower) ساختمان اداری ۴۱ طبقه مستقر در شهر لندن، بریتانیا است، که در سال ۱۹۷۲ احداث گردید.